# Pickleball
Il pickleball è uno sport di racchetta, che rielabora alcune tecniche e regole del pop tennis.

## Storia

### In USA

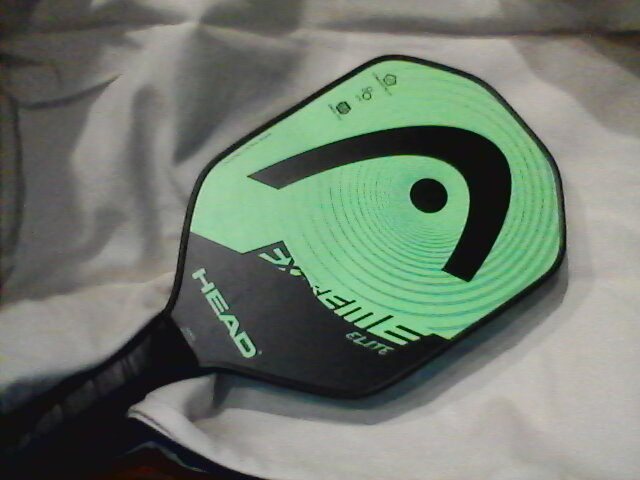
Racchetta da pickleball

Il pickleball fu ideato nel 1965 da William Bell Jr., Barney McCallum e l'ex-politico Joel Pritchard a Bainbridge Island, negli Stati Uniti d'America. Secondo la moglie di Pritchard, questo sport prende il nome dai pickle boat, termine che nel canottaggio indicherebbe le squadre composte da vogatori scartati da altri equipaggi, in quanto lo sport era stato ideato unendo elementi di varie discipline. Un'ipotesi alternativa è che il nome derivi da un battello, chiamato "Pickle Boat", che navigava nello Stretto di Puget vicino al primo campo allestito per questo sport. Attualmente sono migliaia le scuole statunitensi che hanno nel programma il pickleball come attività fisica per gli allievi.

### In Italia
Nel 2018 fu fondata l'Associazione Italiana Pickleball ossia A.I.P. con sede a Tocco da Casauria (Provincia di Pescara). L'AIP è membro ufficiale dell'International Pickleball Federation e della World Pickleball Federation. Nell'estate del 2018 fu organizzata la seconda edizione della Bainbridge Cup, competizione intercontinentale a squadre collegata alla prima edizione dell'Italian Open International Championships, evento disputatosi a Montesilvano dal 18 al 22 luglio 2018.
A Tocco da Casauria nell'estate 2017 furono realizzati i primi tre campi dedicati al pickleball in Italia; la disciplina, riconosciuta dalla Federazione Italiana Tennis e Padel nel marzo 2023, si sta progressivamente diffondendo nell'ambito nazionale italiano.
Al New Country Club di Frascati fu realizzato nel 2019 il primo campo con rete fissa e completamente dedicato al pickleball della città metropolitana di Roma. Nel 2023 il New Country Club Frascati organizzò il primo torneo promozionale della FITP in Italia.
Il giocatore italiano Federico Pasquali, che era un tennista dilettante di terza categoria, è diventato campione mondiale over 50 quindi è stato ammesso nei tornei disputati da giocatori professionisti in U.S.A. dall'anno 2024.

## Regolamento

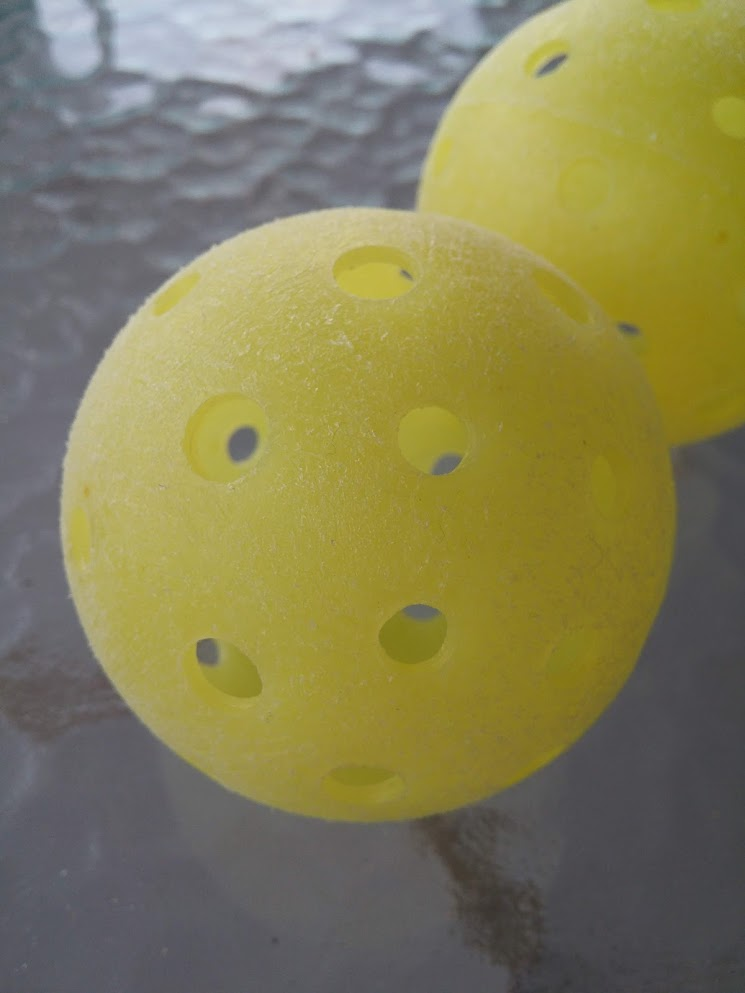
Palle da pickleball

Il campo di gioco misura 13,41 m di lunghezza per 6,10 m di larghezza; la rete è alta 36 pollici (91 cm). La racchetta (più correttamente paddle) è con piatto solido mentre la palla è in plastica di peso 21-29 g e diametro 7,3-7,62 cm. Le forme di gioco sono due: individuale e doppio. La partita solitamente è vinta da chi totalizza 11 punti, giocando un solo set o al meglio dei 3 set, a seconda del regolamento di torneo, distanziando gli avversari di due punti, quindi in situazione di parità sul 10-10 si prosegue a oltranza. In alcuni tornei è vigente il "punto decisivo" quindi senza prolungamento ai vantaggi.